# 2000 YX1
2000 YX1, também escrito como 2000 YX1, é um objeto transnetuniano (TNO) que está localizado no cinturão de Kuiper, uma região do Sistema Solar. Ele é classificado como um cubewano. O mesmo possui uma magnitude absoluta de 6,9 e tem um diâmetro com cerca de 183 km.

## Descoberta
2000 YX1 foi descoberto no dia 16 de dezembro de 2000 pelos astrônomos M. J. Holman e B. Gladman, T. Grav.

## Órbita
A órbita de 2000 YX1 tem uma excentricidade de 0,074 e possui um semieixo maior de 45,733 UA. O seu periélio leva o mesmo a uma distância de 42,343 UA em relação ao Sol e seu afélio a 49,122 UA.